# 奉車都尉
奉車都尉（ほうしゃとい）は、かつて中国で皇帝が乗る馬車をつかさどった官職である。紀元前2世紀に前漢で設けられた。

## 前漢
武帝のとき、駙馬都尉とともに初めて置かれた。官秩は比二千石。
職務権限は馬車の管理にすぎないが、皇帝の乗り物ゆえに重視された。武帝に仕えた蘇嘉は、車を破損した責任をとって自殺した。前漢の奉車都尉に霍氏が多いのは霍去病・霍光、金氏が多いのは金日磾と、皇帝が個人的に信頼した者の子弟が任命されたからである。

## 後漢
後漢でも比二千石で定員なし。あるいは3人。

## 奉車都尉の人物

### 前漢
- 霍嬗 - 武帝の元封元年（紀元前110年）死[5]。
- 霍光 - 武帝の後元2年（紀元前87年）6月見[6]、同年2月まで[7]。
- 蘇嘉 - 武帝（在位紀元前141年 - 紀元前87年）のとき以降[8]。
- 金賞 - 昭帝（在位紀元前87年 - 紀元前74年）のとき[9]
- 金弘 - 宣帝（在位紀元前74年 - 紀元前48年）のとき[10]。
- 霍山 - 宣帝の地節2年（紀元前68年）以前に任、4年（紀元前66年）免。
- 金敞 - 成帝の即位（紀元前33年）後に任[11]、河平4年（紀元前25年）まで[12]。
- 班伯 - 成帝（在位紀元前33年 - 紀元前7年）のとき[13]。
- 金渉 - 哀帝の即位（紀元前7年）直後[14]。
- 劉歆 - 哀帝（在位紀元前7年 - 紀元前1年）のとき[15]。
- 甄邯 - 平帝の元寿2年（紀元前1年）任[16]、元始元年（1年）まで[17]。